# Eberhard August Wilhelm von Zimmermann
Eberhard August Wilhelm von Zimmermann (Uelzen, 17 d'agost de 1743 - ? Braunschweig, 4 de juliol de 1815) fou un zoòleg, geògraf i filòsof alemany.
Va ser professor de ciències naturals a Braunschweig. És autor d'un de les primers llibres sobre la distribució geogràfica dels mamífers, Specimen Zoologiae Geographicae Quadrupedum (1777). Va realitzar viatges científics a Anglaterra, Itàlia, França, Rússia i Suècia. Un dels seus alumnes va ser Carl Friedrich Gauss.

## Obres
- Geographische Geschichte des Menschen und der vierfüßigen Tiere, Leipzig 1778-83 (història geogràfica dels humans i dels animals quadrúpedes)
- Über die Kompressibilität und Elastizität des Wassers, Leipzig 1779 (sobre la compressibilitat i elasticitat de l'aigua)
- Frankreich und die Freistaaten von Nordamerika, Berlin 1795 (França i els estats lliures d'Amèrica del Nord)
- Allgemeine Übersicht Frankreichs von Franz I bis auf Ludwig XVI., Berlin 1800 (resum general de la història francesa des de Francesc I fins a Lluís XVI)
- Taschenbuch der Reisen, Leipzig 1802-13 (Esborrany de viatges)
- Die Erde und ihre Bewohner, Leipzig 1810-15, 5 vols. (La terra i els seus habitants)